# Pogonocherini
Los pogonoquerinos (Pogonocherini) son una tribu de coleópteros crisomeloideos de la familia Cerambycidae.
Hay alrededor de 120 especies en 22 géneros. Se distribuyen por el Holártico, Neotrópicos y Australasia.

## Géneros
Se reconocen los siguientes géneros:
- Alphomorphus Linsley, 1935
- Callipogonius Linsley, 1935
- Cosmotomidius Melzer, 1931
- Cristhybolasius Breuning, 1959
- Ecteneolus Bates, 1885
- Ecyrus LeConte, 1852
- Estoloderces Melzer, 1928
- Hybolasiellus Breuning, 1959
- Hybolasiopsis Breuning, 1959
- Hybolasius Bates, 1874
- Hypomia Thomson, 1868
- Lophopogonius Linsley, 1935
- Lypsimena Haldeman, 1847
- Oectropsis Blanchard in Gay, 1851
- Pogonocherus Dejean, 1821
- Poliaenus Bates, 1880
- Polyacanthia Montrouzier, 1861
- Pygmaeopsis Schaeffer, 1908
- Soluta Lacordaire, 1872
- Spinohybolasius Breuning, 1959
- Zaplous LeConte, 1878